# Enrico Caruso
Enrico Caruso (Napoli, 25 febbraio 1873 – Napoli, 2 agosto 1921) è stato un tenore italiano.

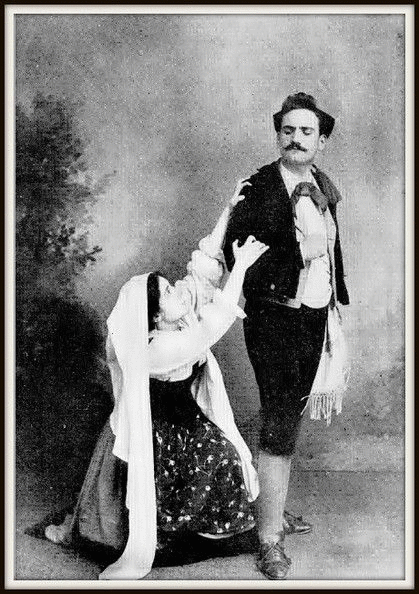
Enrico Caruso come Turiddu, ed Enrichetta Ferrara Moscati nelle vesti di Santuzza, in Cavalleria Rusticana. Caserta, 1895

È considerato uno dei più grandi tenori di tutti i tempi.

## Biografia

### Infanzia ed esordi

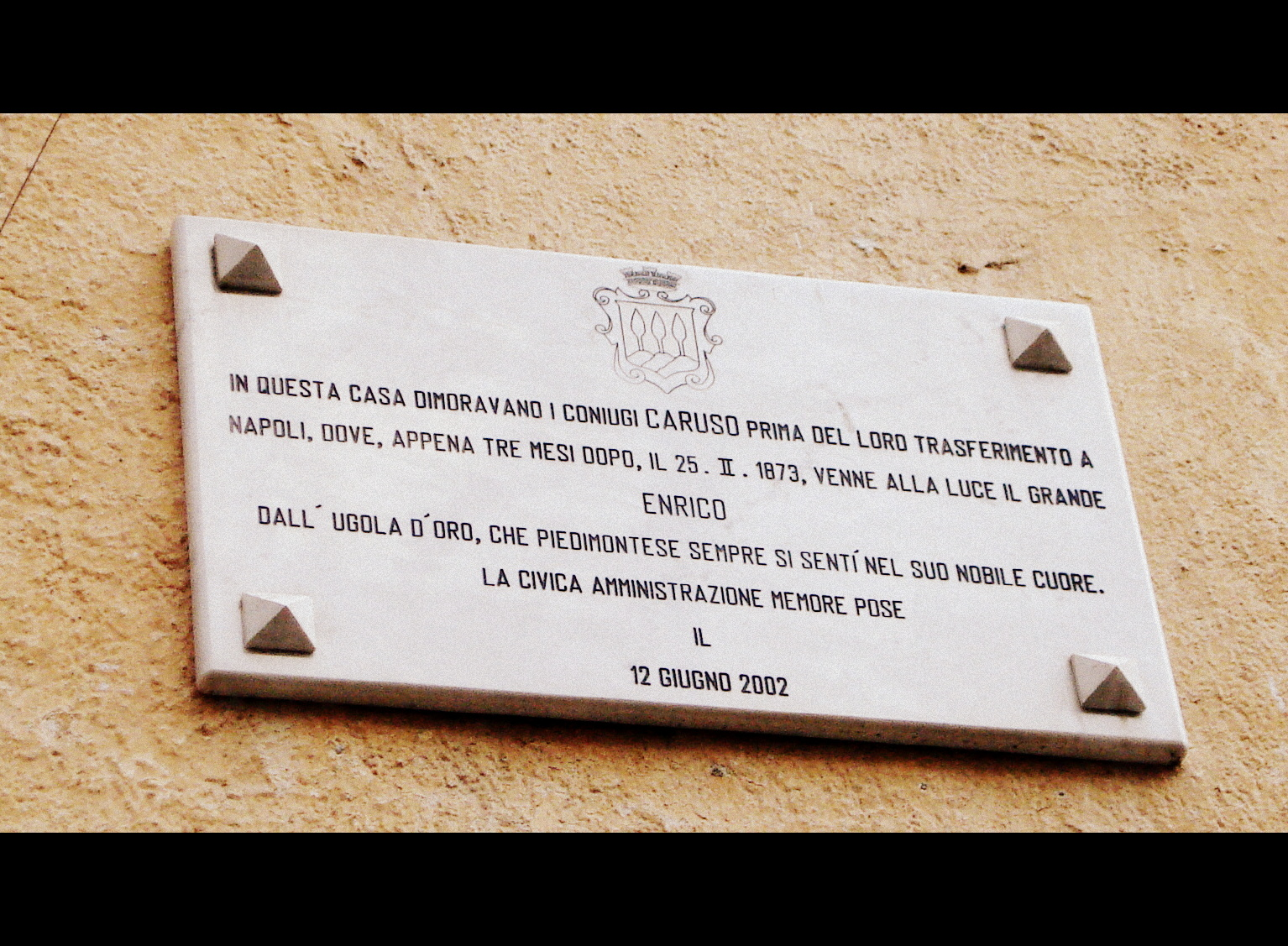
Targa commemorativa sulla casa dei coniugi Caruso a Piedimonte Matese

Enrico Caruso nacque il 25 febbraio 1873 a Napoli, nel quartiere di San Carlo all'Arena, in via Santi Giovanni e Paolo 7, da genitori originari di Piedimonte d'Alife (rinominato, nel 1970, Piedimonte Matese), nell'allora provincia di Terra di Lavoro. Il padre, Marcellino Caruso (1840-1908), era un operaio metalmeccanico, mentre la madre, Anna Baldini (1838-1888), era una donna delle pulizie.
Dopo aver frequentato le scuole regolari, a dieci anni andò a lavorare col padre in fonderia, ma sotto l'insistenza della madre si iscrisse a una scuola serale, dove scoprì di essere portato per il disegno; iniziò poi a elaborare progetti di fontane per l'officina dove lavorava. Nel frattempo crescevano in lui il talento e la voce. Le prime arie d'opera e le prime nozioni di canto gli vennero insegnate dai maestri Schirardi e De Lutio.
Nel 1888 la madre morì di tubercolosi; poco tempo dopo, il padre si risposò con Maria Castaldi.

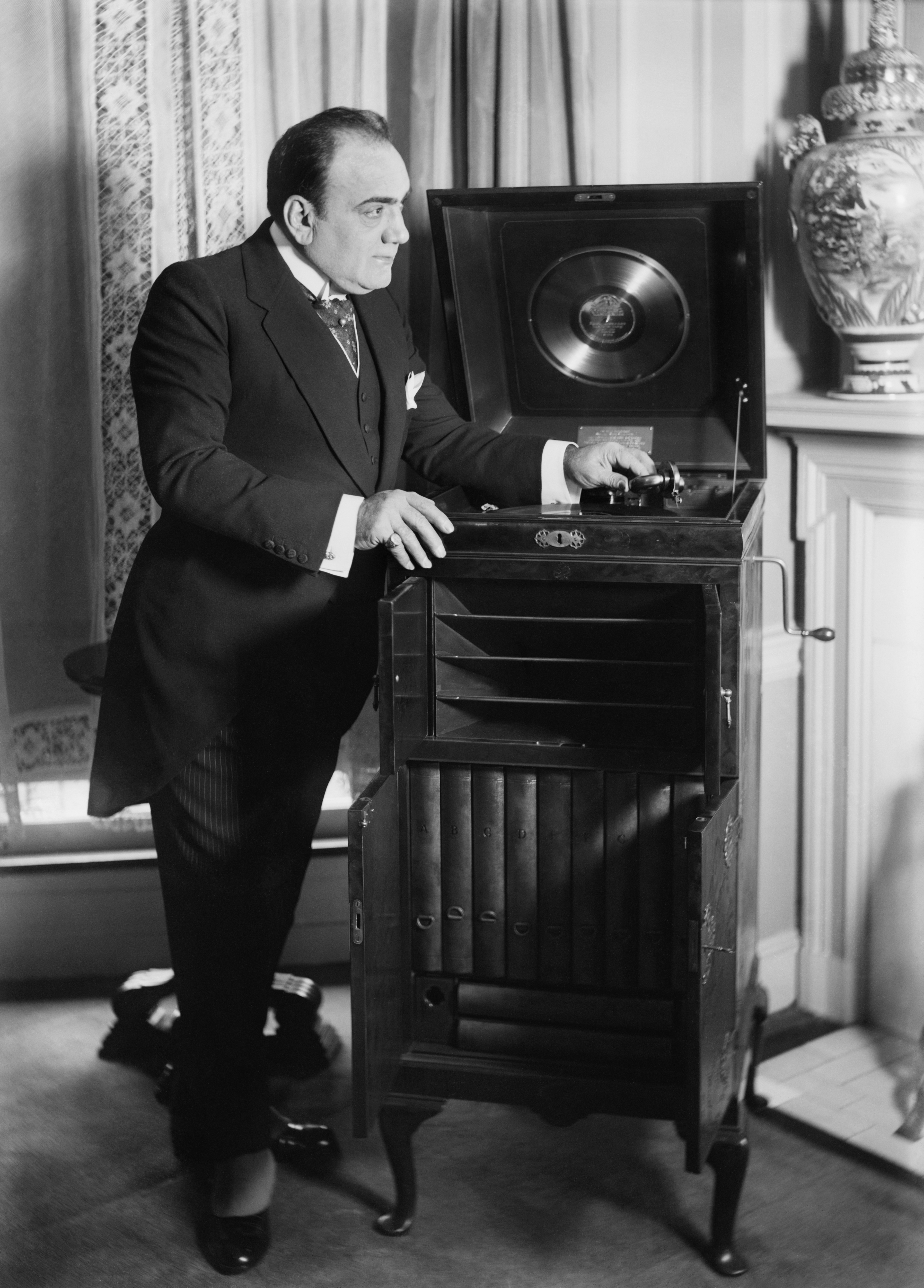
Caruso posa accanto a un elegante grammofono modello Victrola

Oltre a cantare nel coro della chiesa, Enrico fece qualche apparizione in spettacoli teatrali. La sua voce nel frattempo si era irrobustita e le piccole rappresentazioni cominciarono a non bastargli più. La sua fortuna iniziò quando il baritono Eduardo Missiano, sentendolo cantare una messa di Saverio Mercadante a un funerale nella chiesa di Sant'Anna alle Paludi, si entusiasmò a tal punto che lo presentò al maestro Guglielmo Vergine, il quale accettò di dargli lezioni per migliorare la voce, ma pretese da lui il 25% dei suoi compensi, con un contratto che durò cinque anni.
Nel 1894 Caruso fu chiamato alle armi, ma dopo solo un mese e mezzo, grazie alle leggi in vigore a quel tempo e a un maggiore amante della musica, venne congedato e inviato a casa per permettergli di continuare a cantare e a studiare. Dopo le lezioni con il maestro Vergine, Caruso si sentiva pronto all'esordio, ma alle prove per la Mignon di Ambroise Thomas non fu accettato. Esordì il 15 marzo 1895 nel ruolo del titolo in L'amico Francesco di Mario Morelli, percependo 80 lire per quattro rappresentazioni, poi ridotte a due (15 e 20 marzo) a causa dello scarso afflusso di pubblico, nonostante una buona critica. Non fu un trionfo, ma per la prima volta fece parlare i giornali di sé, assieme al baritono Achille Ciabò, al soprano Maria Belvetti, all’impresario Carlo Ferrara e all’agente teatrale Ciccio Zucchi. Nel 1895 interpretò Turiddu nella “Cavalleria Rusticana” al Teatro Cimarosa a Caserta, con Enrichetta Ferrara Moscati che interpretava Santuzza.

### Un amore sfortunato

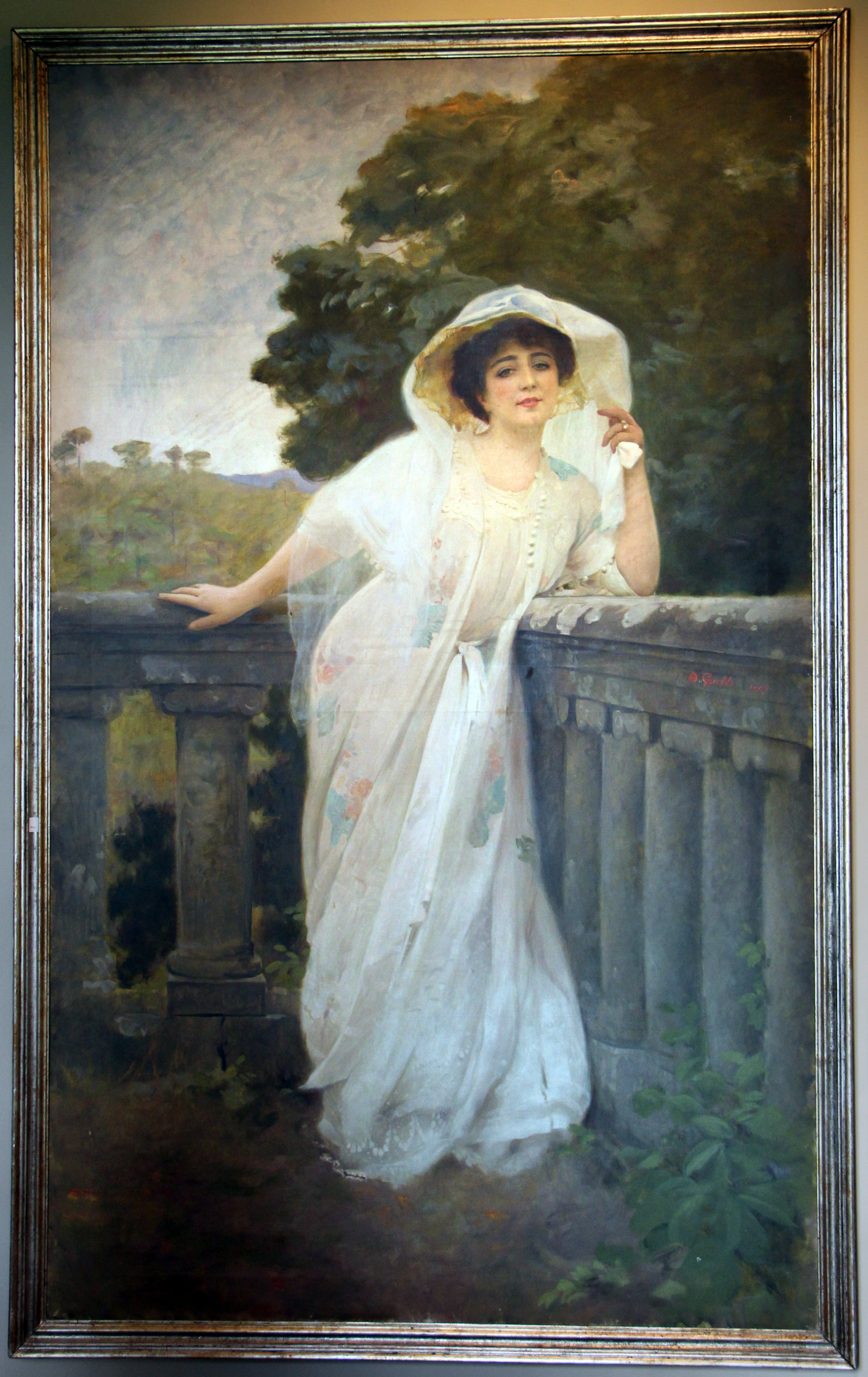
Ritratto di Ada Botti Giachetti, Museo Enrico Caruso

Iniziò a esibirsi nei teatri di Caserta, Napoli e Salerno; fece la sua prima esibizione all'estero al Cairo, percependo 600 lire per un mese di lavoro. Nel 1896 conobbe Vincenzo Lombardi, il maestro di canto (figlio e allievo di Michele, uno studente di violoncello dell’Orfanotrofio di San Lorenzo in Aversa), grazie alle cui lezioni divenne il grande tenore. Vincenzo Lombardi, eccellente direttore di orchestra, gli propose di accompagnarlo nella stagione estiva a Livorno. Qui Caruso conobbe la soprano Ada Botti Giachetti, sposata e madre di un bambino. Con lei ebbe una relazione che durò undici anni, da cui nacquero due figli: Rodolfo (1898–1951) ed Enrico junior (1904–1987) . Ada lo lasciò per fuggire con Cesare Romati, il loro autista, con il quale cercò anche di estorcergli denaro. La vicenda finì in un'aula di tribunale con la dichiarazione di colpevolezza per la Giachetti, condannata a tre mesi di reclusione e a 100 lire di multa.

### Al Teatro San Carlo
(Enrico Caruso)
Nel 1897 Caruso esordì al Teatro Lirico di Milano nel ruolo di Federico ne L'Arlesiana di Francesco Cilea, il cui Lamento di Federico ottenne un grande successo. Poi fu Loris in Fedora di Umberto Giordano; seguirono tournée in Russia, a Lisbona, a Roma, a Montecarlo e al Covent Garden di Londra, dove interpretò il Rigoletto di Giuseppe Verdi; l'anno dopo si esibì a Buenos Aires.
Nel luglio 1899 interpretò Rodolfo, nella prima rappresentazione nel Royal Opera House Covent Garden di Londra de La bohème di Giacomo Puccini.
Nel novembre 1899, nel Teatro Costanzi di Roma, interpretò Osaka nella ripresa di Iris di Pietro Mascagni, Enzo nella ripresa di La Gioconda di Amilcare Ponchielli e Faust in Mefistofele, terminando a dicembre.

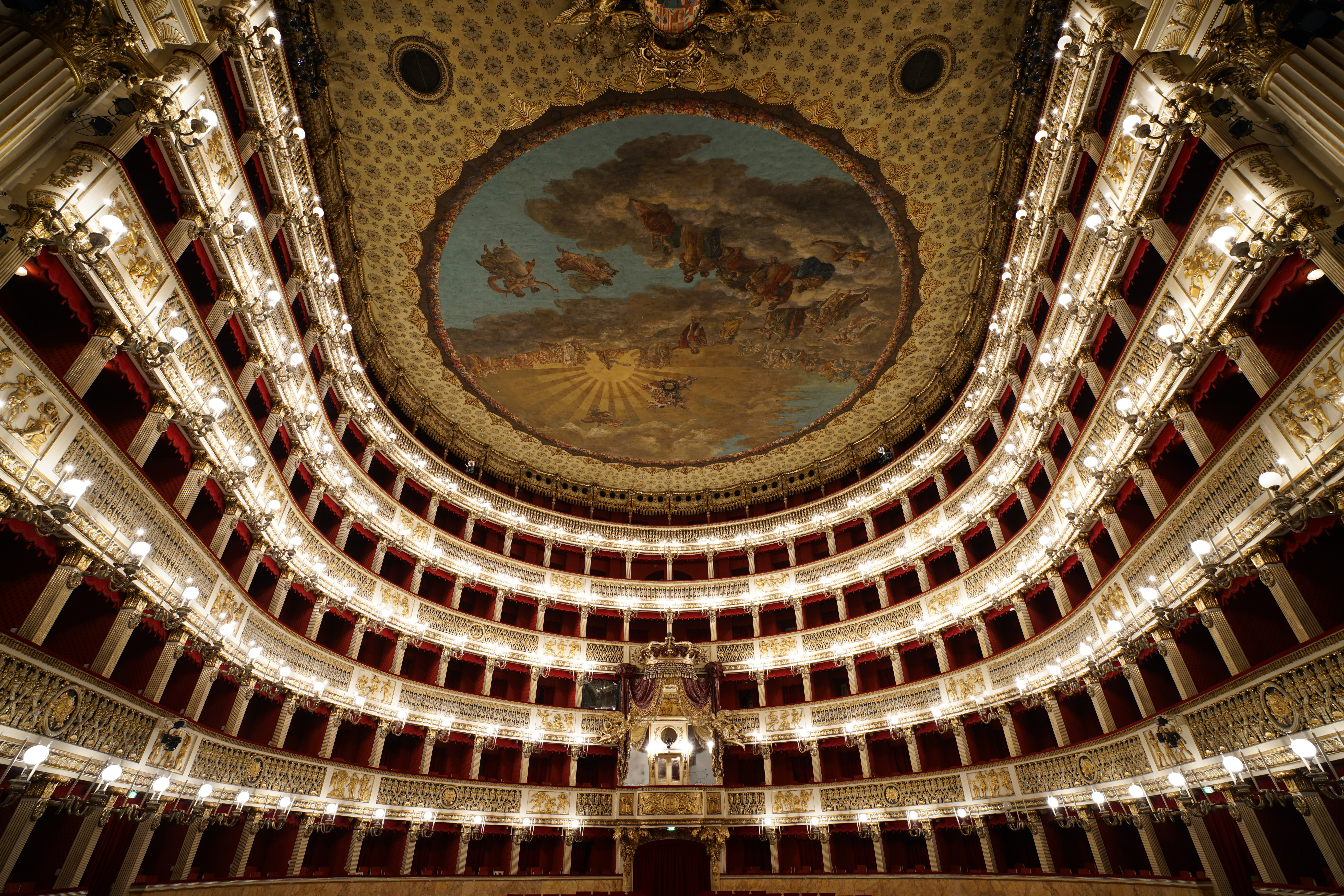
Il San Carlo di Napoli

Nel dicembre 1900 Caruso cantò nuovamente alla Scala nella ripresa de La bohème, durante la serata inaugurale della stagione lirica, diretta da Arturo Toscanini e, nel 1901, a Napoli nel Teatro San Carlo, con un compenso di 3 000 lire a recita. Qui si diceva che, durante l'interpretazione de L'elisir d'amore, Caruso avesse avuto la sua più grande delusione, perché l'emozione e l'insicurezza malcelata non lo avrebbero fatto cantare al meglio. Fortemente deluso dalla reazione dei suoi concittadini e dalle critiche che gli sarebbero state rivolte, centrate sul fatto che la sua voce fosse portata maggiormente al registro di baritono piuttosto che a quello di tenore, avrebbe deciso di esiliarsi e di non cantare mai più nella sua città natale.
Le cronache del 31 dicembre 1901 e del 5 gennaio 1902 su Il Pungolo, il quotidiano che seguiva la vita teatrale di Napoli, riportano in realtà l'emozione del tenore nel primo atto, rotta dagli applausi crescenti fino alla richiesta del bis. E ancor meglio andarono le repliche. Semmai sarebbe stata la severa critica di Saverio Procida, sempre su Il Pungolo, a infastidire fortemente Caruso, cui il critico rimproverò la scelta di un repertorio al di sotto delle sue possibilità vocali e interpretative. Caruso effettivamente non cantò più né a Napoli, né in nessun altro teatro in Italia andando incontro al suo successo negli Stati Uniti e in Sudamerica.

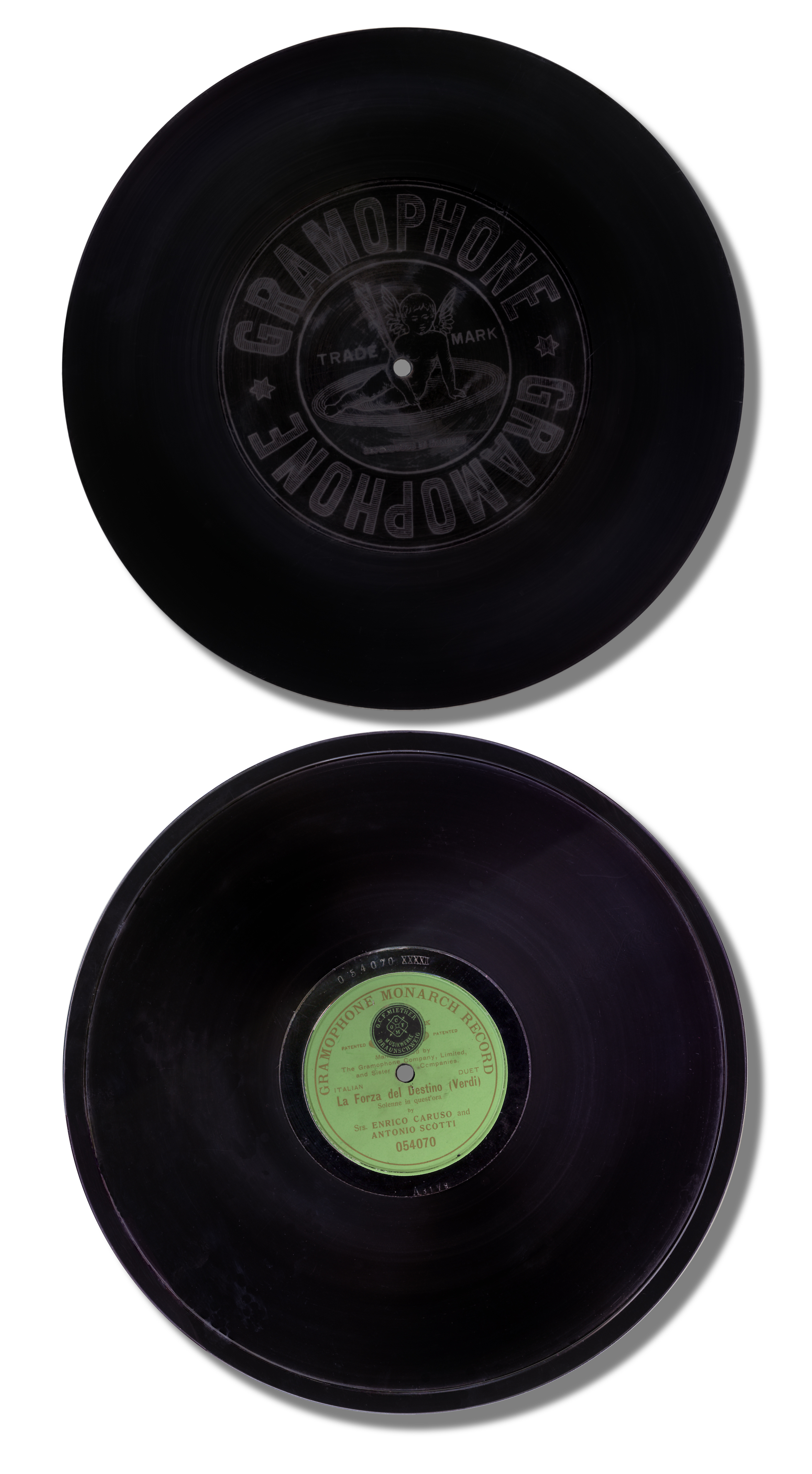
Shellac record (1908), fabbricati a Hannover (Germania). Aria dall'opera La Forza del Destino, cantata Enrico Caruso. Registrazione del 1906.

Sempre nel 1901 interpretò Florindo nella première nel Teatro alla Scala di Milano di Le maschere di Pietro Mascagni, diretto da Arturo Toscanini, e il duca di Mantova nella ripresa nel Teatro Comunale di Bologna del Rigoletto di Giuseppe Verdi. Nel febbraio 1902, nella Salle Garnier del Théâtre du Casino di Montecarlo con Nellie Melba, fu Rodolphe nella prima rappresentazione di La vie de bohème di Giacomo Puccini e ancora il duca di Mantova nella ripresa del Rigoletto.

### Caruso e i dischi
L'11 aprile 1902 a Milano, Caruso incise dieci dischi con arie d'opera per conto della casa discografica inglese Gramophone & Typewriter Company. Il cantante napoletano fu il primo a cimentarsi con grande successo nella nuova tecnologia, fino ad allora snobbata dagli altri cantanti. Fu il primo artista nella storia a vendere più di un milione di dischi con l'aria Vesti la giubba dall'opera Pagliacci, incisa negli Stati Uniti nel 1904 e 1907 per l'etichetta Victor. Il singolo della Victrola nella versione di Caruso venne premiato con il Grammy Hall of Fame Award 1975.

### Caruso e il Metropolitan

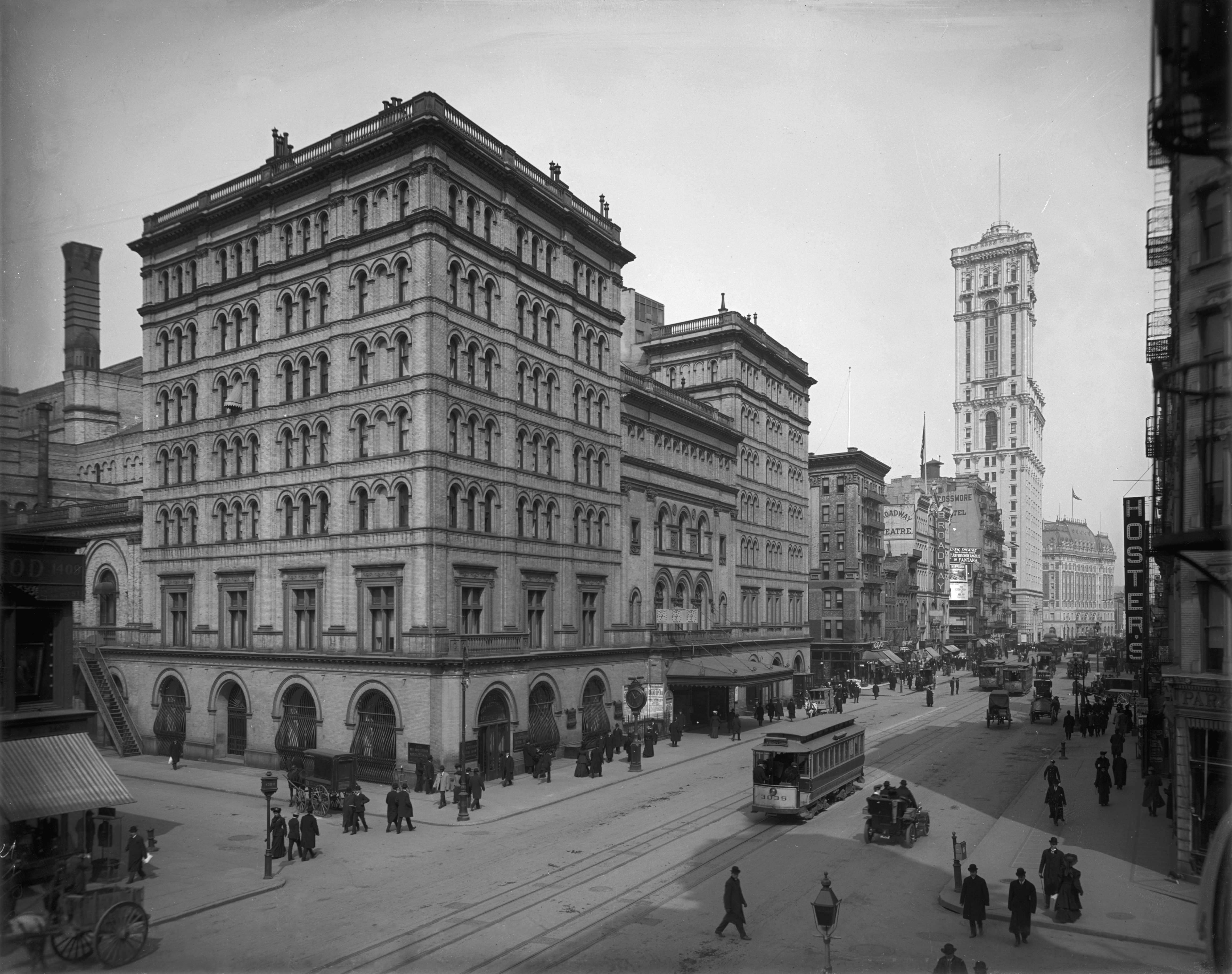
Il Met nel 1905

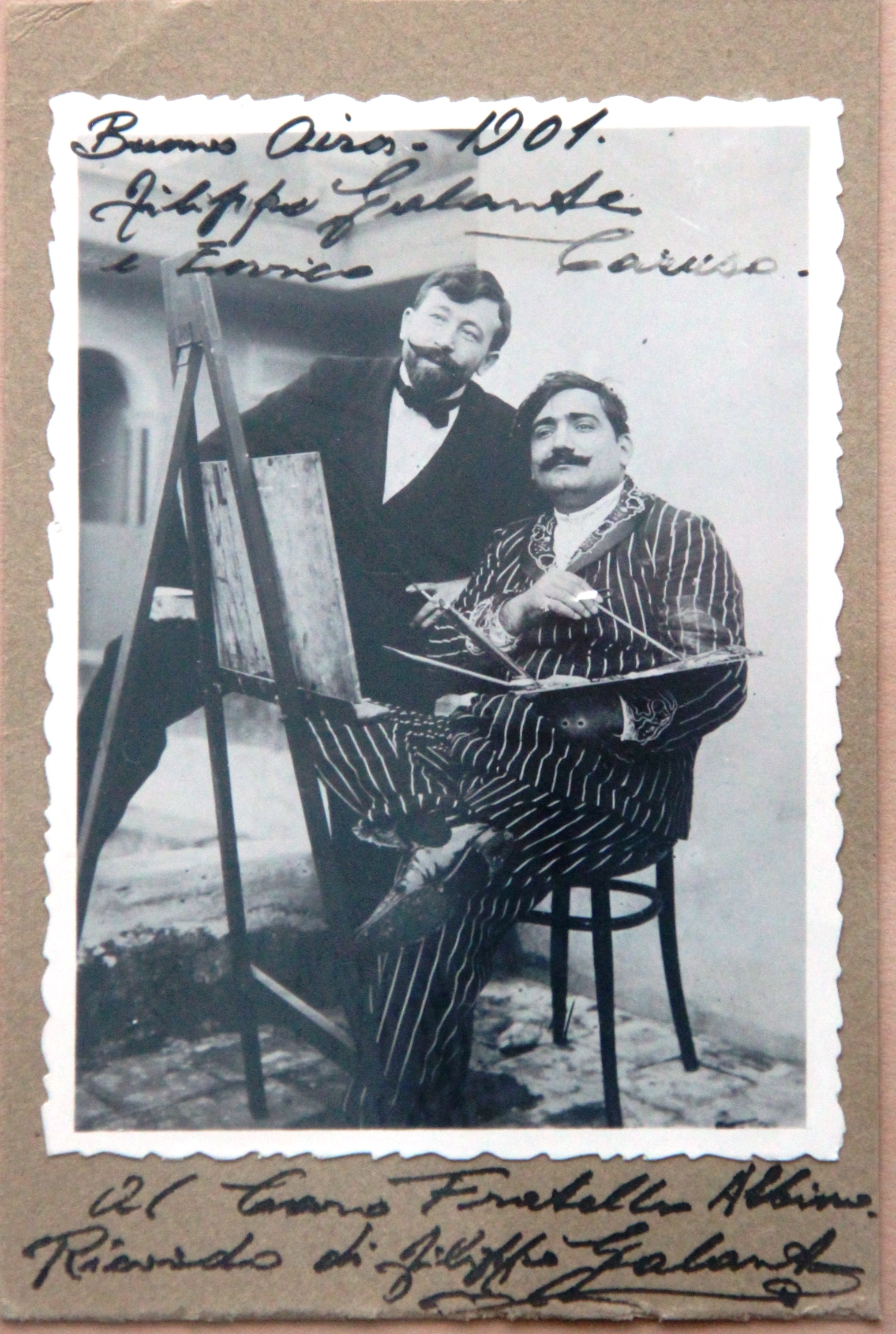
Filippo Galante ed Enrico Caruso da una cartolina autografa del pittore inviata al fratello Giuseppe Albino a Tivoli, RM. Collezione Angelo Trusiani, Roma

A novembre del 1903 si recò negli Stati Uniti, quando ancora stava con la sua amata Ada; grazie alla mediazione del banchiere Pasquale Simonelli ottenne il contratto col Teatro Metropolitan di New York e il suo esordio avvenne il 23 novembre con il duca di Mantova nella ripresa di Rigoletto. Il pubblico gli chiese di bissare La donna è mobile.
Passata l'impasse della prima, ebbe un tale successo con le successive rappresentazioni da diventare l'idolo dei melomani dell'epoca. Sempre nel 1903 al Metropolitan Opera House fu Radamès in Aida, Cavaradossi in Tosca (bissando E lucevan le stelle), Rodolfo ne La bohème, Canio in Pagliacci (bissando Vesti la giubba) e Alfredo in La traviata. Nel gennaio 1904 interpretò Edgardo in Lucia di Lammermoor e Nemorino in L'elisir d'amore. Caruso stesso commissionò a Tiffany & Co. la produzione di una medaglia in oro 24 carati col suo profilo, per ricordo delle sue recite al Metropolitan di New York, da distribuirsi tra i suoi intimi.
Caruso pretendeva ingaggi esorbitanti, ma era anche capace di cantare gratis per allietare gli emigranti. Non ci fu solo la fama in America per Caruso, poiché il tenore subì anche la gelosia e l'invidia.
La medaglia fu regalata da Enrico Caruso a Pasquale Simonelli, il suo impresario di New York nel 1903

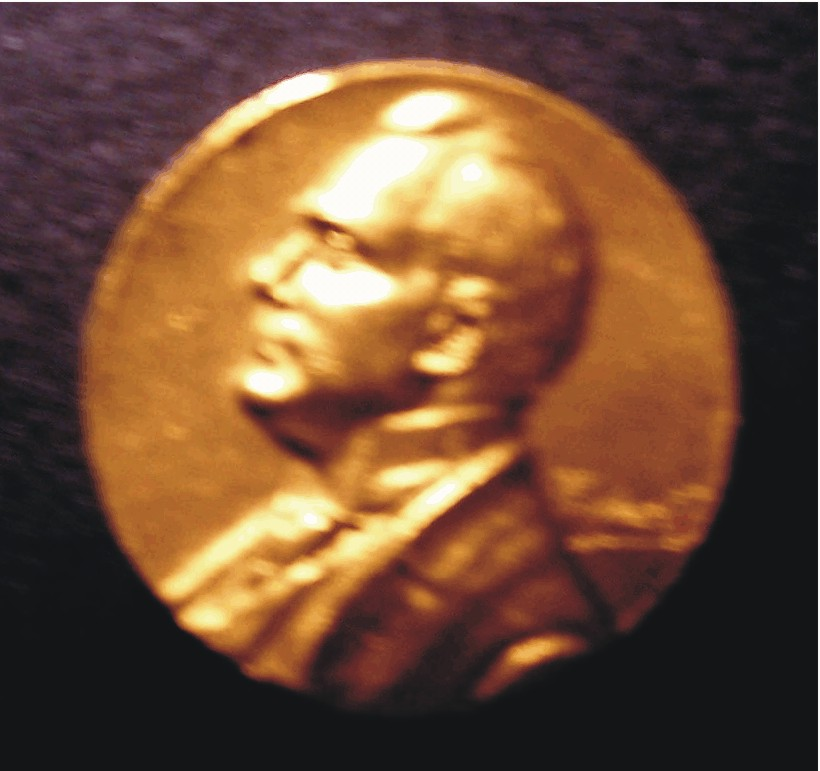
Diritto: Caruso a sinistra. In basso a destra: Salanto, firma dell'autore della medaglia.
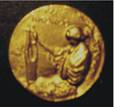
Rovescio: Musa della Musica con lira. Sopra PER RICORDO. Attorno al bordo: TIFFANY & Co. 24 carati GOLD (oro) Y (27 mm).

Nel 1904, a marzo fu ancora il duca di Mantova nella ripresa del Rigoletto nella Salle Garnier del Théâtre du Casino di Montecarlo; ad aprile comparve nella prima rappresentazione nel Théâtre Sarah-Bernhardt di Parigi, con Lina Cavalieri; ancora al Met, a novembre fu Enzo ne La Gioconda; a dicembre interpretò Gennaro nella Lucrezia Borgia, bissando Com'è soave. Nel 1905, a febbraio fu Raoul de Nangis in Les Huguenots e Riccardo in Un ballo in maschera; a maggio fu Loris Ipanov nella prima rappresentazione nel Théâtre Sarah-Bernhardt di Parigi di Fedora di Umberto Giordano, ancora con Lina Cavalieri; a novembre fu Fernando ne La favorita, al Metropolitan; a dicembre fu Elvino ne La sonnambula. Nel 1906, a gennaio fu Faust nell'opera omonima; a febbraio Lionel in Martha, bissando M'appari e Don José in Carmen; a dicembre il Conte Loris Ipanov in Fedora, sempre con Lina Cavalieri: visto l'entusiasmo del pubblico al termine del II atto, Enrico Caruso e Lina Cavalieri ne bissarono la scena finale.
Nel 1907, a gennaio interpretò Maurice nella prima rappresentazione alla French Opera House di New Orleans di Adriana Lecouvreur, con Lina Cavalieri; al Metropolitan, fu Vasco de Gama in L'Africaine e Des Grieux in Manon Lescaut, con Lina Cavalieri; ancora al Met, in febbraio fu Pinkerton in Madama Butterfly; in novembre Maurizio in Adriana Lecouvreur, con Lina Cavalieri; in dicembre Osaka in Iris. Nel 1908, a marzo fu Manrico ne Il trovatore; in dicembre fu Turiddu in Cavalleria rusticana, diretto da Toscanini.
La sua versione registrata di Celeste Aida nel 1908 verrà premiata con il Grammy Hall of Fame Award 1993.

### Gli ultimi anni

Pasquale Amato, Francesco Paolo Tosti ed Enrico Caruso nel 1914

Tra il 1909 e il 1911 Caruso incise una serie di ventidue canzoni napoletane che comprendeva anche Core 'ngrato, scritta da Riccardo Cordiferro e da Salvatore Cardillo, ispirata alle sue vicende sentimentali dopo l'abbandono da parte della Giachetti. Caruso fu il primo a incidere Core ‘ngrato nel 1911 e per un fatto curioso, rispetto al testo conosciuto (o per lo meno che ci è stato tramandato), questa registrazione presenta nella seconda parte del brano una differenza sostanziale in alcune frasi tanto da chiedersi quali siano effettivamente la versione e il testo originale. Sempre nel 1909, viene operato a Milano per una laringite ipertrofica, intervento che sul momento non compromise la sua carriera, tanto da consentirgli di continuare le sue tournée per il mondo, senza trascurare recite per beneficenza durante il periodo della guerra.

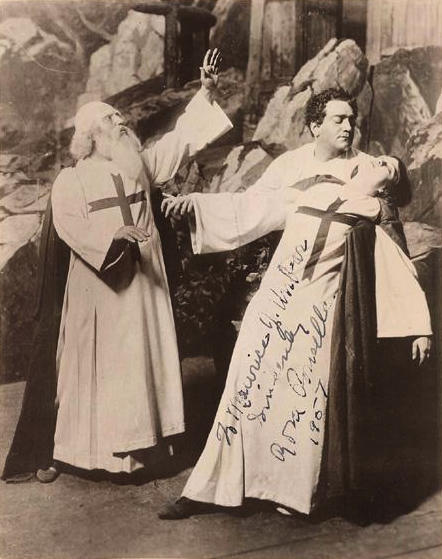
Con Rosa Ponselle e José Mardones ne La forza del destino

Nel gennaio 1910 fu Federico in Germania diretto da Toscanini al Metropolitan; in giugno, Faust e Otello nelle riprese parziali al Théâtre de l'Opéra di Parigi di Faust di Charles Gounod, e del 3º atto di Otello di Giuseppe Verdi; in novembre, Rinaldo nella prima rappresentazione di Armide di Christoph Willibald Gluck, al Metropolitan Opera House di New York, diretto da Arturo Toscanini; il 10 dicembre, Dick Johnson nella première di La fanciulla del West di Giacomo Puccini.
Al Wiener Staatsoper nel 1912 fu Gustaf III in Un ballo in maschera, e Mario Cavaradossi in Tosca; nel 1913, Des Grieux in Manon diretto da Toscanini; nel 1914, Julien nell'opera omonima di Gustave Charpentier; e nel 1915 Samson in Samson et Dalila.
Nel 1915, in marzo, interpretò Arturo Buklaw nella ripresa di Lucia di Lammermoor alla Salle Garnier del Théâtre du Casino di Montecarlo; in aprile, Canio nella ripresa di Pagliacci Ruggero Leoncavallo; nel 1916, Nadir in Les pêcheurs de perles al Metropolitan; nel 1918, Flammen in Lodoletta, Jean de Leyden in Le prophète con Claudia Muzio, Avito in L'amore dei tre re, ancora con Muzio, e Don Alvaro in La forza del destino, con Rosa Ponselle. Fu accompagnato dall'orchestra di Walter B. Rogers e, dal 1916, da quella di Josef Pasternack.
Il 28 agosto 1918 sposò Dorothy Benjamin (1893–1955), ragazza statunitense di buona famiglia, dalla quale ebbe una figlia, Gloria (1919–1999).
Nel 1919 al Met cantò in un concerto dedicato ai suoi 25 anni di carriera e fu Eléazar in La Juive con Rosa Ponselle.

### Malattia e morte
Dopo una lunga tournée in Nordamerica, nel 1920 la salute del tenore iniziò a peggiorare. Varie le ipotesi al riguardo: suo figlio Enrico Jr., per esempio, collocava l'evento scatenante in un incidente occorso durante il Sansone e Dalila del 3 dicembre, quando il tenore fu colpito al fianco sinistro da una colonna crollata dalla scenografia. Il giorno dopo, prima della rappresentazione di Pagliacci, Caruso ebbe un accesso di tosse e lamentò un forte dolore intercostale.
L'11 dicembre il tenore ebbe una forte emorragia dalla gola; la rappresentazione fu sospesa dopo il primo atto. Il 24 dicembre fece la sua ultima apparizione al Metropolitan con Eléazar in La Juive. Complessivamente Caruso andò in scena per 863 rappresentazioni al Metropolitan.
Solo il giorno di Natale, quando il dolore si era fatto insostenibile, gli fu diagnosticata una pleurite infetta. Operato il 30 dicembre al polmone sinistro, trascorse la convalescenza in Italia, a Sorrento. Qui, per giunta, si sviluppò un ascesso subfrenico. Il primo giovane medico contattato non si assunse la responsabilità di inciderlo, dicendogli "non mi sento all'altezza di mettere le mani su Caruso!". Quando giunse finalmente il prof. Antonio Cardarelli da Roma, disse subito che andava operato d'urgenza, ma Napoli non era abbastanza attrezzata e andava portato a Roma. Il tenore fu raggiunto anche dal medico Giuseppe Moscati (poi proclamato santo) il quale però disse che ormai ben poco restava da fare, solo Dio poteva salvare Caruso. Trasportato da Sorrento a Napoli, nel tentativo di raggiungere Roma, Caruso vi morì il 2 agosto 1921, assistito dalla moglie, dal figlio Rodolfo, dal fratello Giovanni e da tutti quelli che gli volevano bene  all'età di 48 anni.

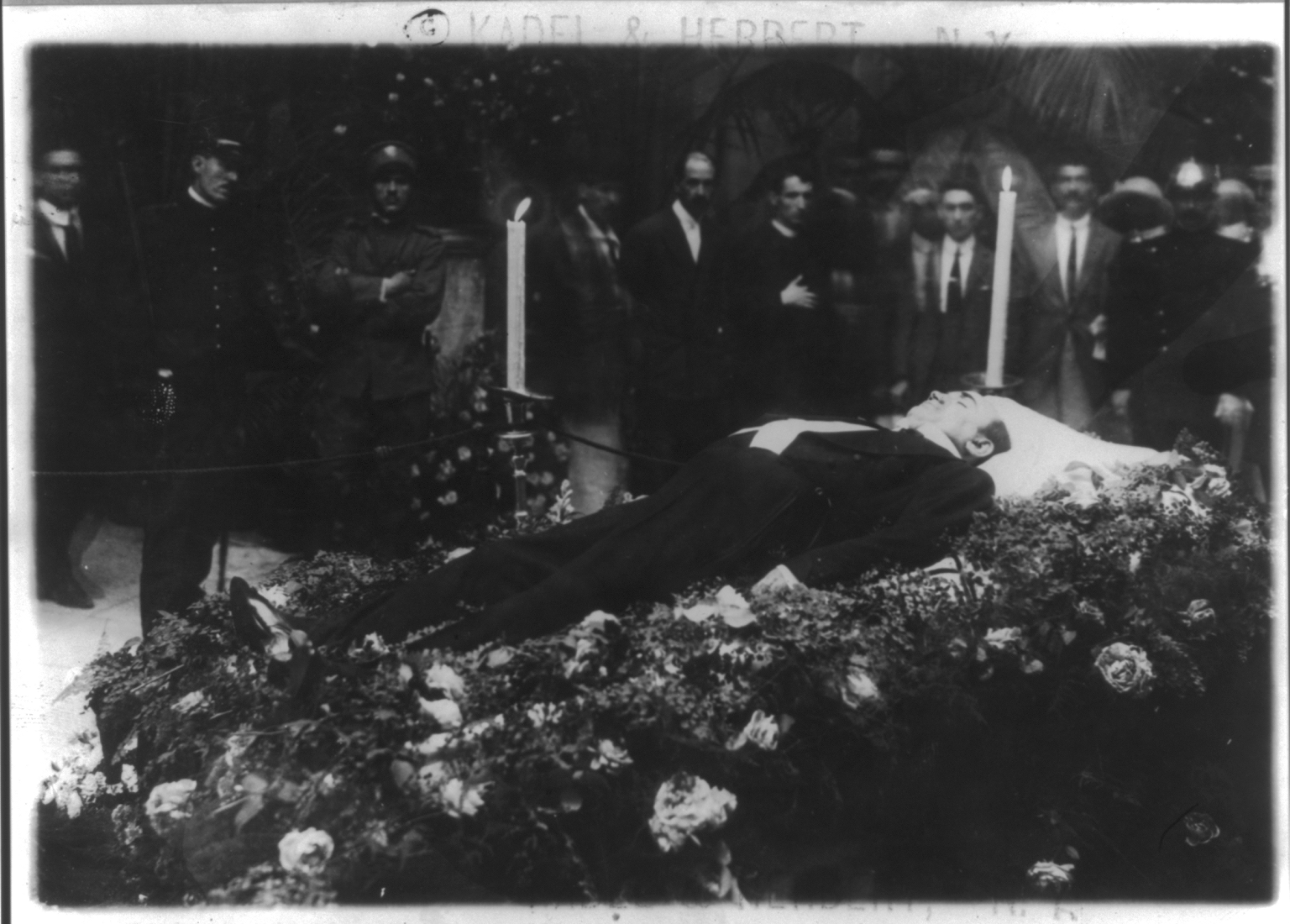
Esposizione della salma di Enrico Caruso

È sepolto a Napoli, in una cappella privata nel cimitero di Santa Maria del Pianto in via Nuova del Campo (Doganella), a pochi metri dalla tomba di Antonio de Curtis, in arte Totò. Il tenore lasciò tre figli: Rodolfo ed Enrico Jr., avuti da Ada Giachetti, e Gloria, avuta dalla moglie americana. A oggi l'unico nipote sopravvissuto è Eric Murray, figlio di Gloria; in quanto Enrico Cesare, Roberto e Wladimiro sono deceduti. Del ramo italiano restano solo i bisnipoti: Gloria, Federico Enrico e Riccardo Caruso coi loro figli, che vivono ancora in Toscana.
Caruso interpretò due film come protagonista: Mio cugino e The Splendid Romance.
Agli ultimi giorni di vita del grande tenore si ispirò, anni dopo, Lucio Dalla; per circostanze fortuite, infatti, il cantautore bolognese si trovò ospite nella stanza dell'albergo di Sorrento dove Caruso aveva soggiornato prima di trasferirsi a Napoli, e dal racconto dei proprietari dell'albergo Dalla trasse lo spunto per comporre una delle sue più celebri canzoni, Caruso che uscì nel 1986.

## Giudizio critico sull'artista

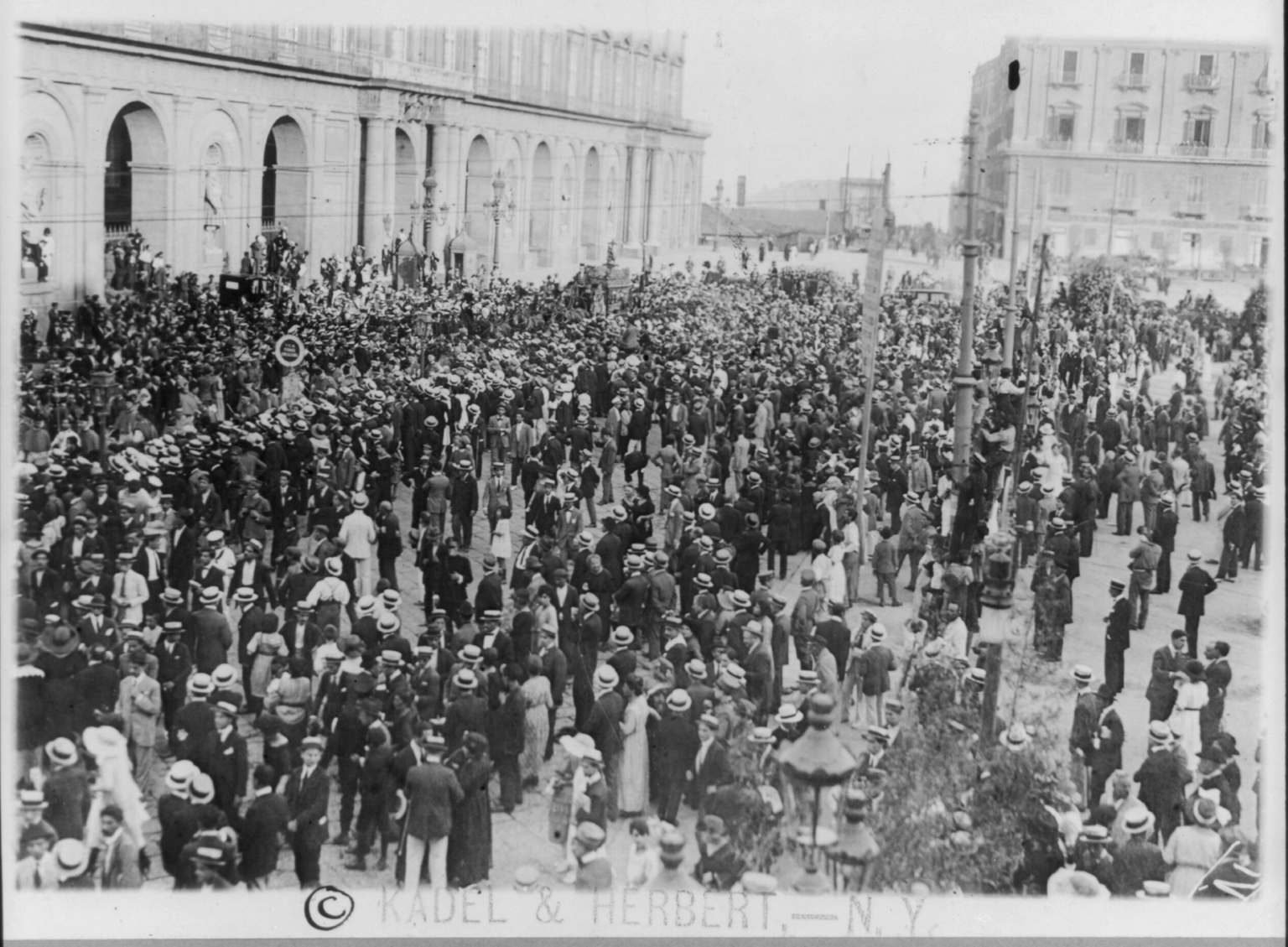
I funerali di Enrico Caruso

Poiché fu il primo cantante a sfruttare con consapevolezza le potenzialità (anche remunerative) offerte dal disco, la sua fama gli sopravvisse per molti anni, rendendo sempre aperta la caccia a chi, tra le grandi voci di tenore, ne potesse essere considerato a buon diritto l'erede.
Le doti naturali del giovane Caruso, per la verità, non apparivano indiscutibili: aveva voce poco potente, facile all'incrinatura sugli acuti e decisamente "corta", sì che, a volte l'emissione di un semplice "la" naturale poteva causargli delle difficoltà, al punto che lo si sarebbe potuto anche considerare un baritono.
Con l'applicazione, tuttavia, Caruso, da intelligente autodidatta particolarmente esigente nei propri confronti, arrivò a sviluppare una personale tecnica vocale (in cui l'intero torace – a un tempo mantice e organo – vibrava amplificando magnificamente i suoni) tale da correggere tutti i principali difetti dei primi anni di carriera.
In un panorama vocale che stava faticosamente abbandonando certe leziosità ottocentesche (quelle amate a Napoli, dove infatti Caruso fu criticato per la sua esibizione in L'elisir d'amore) e a cui mancavano ancora le voci adatte a rendere le violente passioni portate sulla scena dalla giovane scuola, Caruso fu la personalità giusta al momento giusto: seppe dare un'interpretazione straordinaria di Canio e di altri ruoli veristi, come Chénier, ma anche di quelli di Aida, Rigoletto, o Faust, opere cantate con un gusto del tutto nuovo e ben testimoniate da dischi tecnicamente primordiali, ma eccezionali sotto il profilo puramente vocale. Entrò quindi anche nelle grazie di Puccini che scrisse per lui La fanciulla del West.
Dopo l'operazione per eliminare dei noduli alle corde vocali subita nel 1909 la sua voce, come ben testimoniato dai dischi, divenne ancora più brunita, talune agilità gli furono precluse e sempre più faticoso divenne l'uso della mezzavoce. Ciò non di meno Caruso rimase un interprete inarrivabile per impeto e passionalità e, almeno fino al "si" acuto, in grado di afferrare di slancio acuti tonanti che mandavano in visibilio il pubblico e risuonano anche nelle numerose incisioni di canzoni napoletane.
È importante ricordare che i metodi di registrazione fonografica del tempo non permettevano di registrare la completa gamma vocale dell'interprete. I supporti avevano una durata massima di 4 minuti e mezzo e molti pezzi furono accorciati per rispettare tale limite.

## Tributi
- Nel film Il grande Caruso del 1951, diretto da Richard Thorpe, il tenore Mario Lanza interpretò il personaggio di Enrico Caruso nella biografia ispirata ai ricordi della seconda moglie Dorothy, interpretata dall'attrice e cantante Ann Blyth.
- Gli è stato dedicato un asteroide, 37573 Enricocaruso.[13]
- Il cantante italiano Lucio Dalla gli ha dedicato una canzone, intitolata appunto Caruso, celebre in tutto il mondo. Il brano venne scritto a Sorrento («...davanti al golfo di Surriento...»), nell'albergo in cui Caruso soggiornò prima dell'improvviso malore che gli avrebbe causato la morte qualche ora dopo. Lucio Dalla vi si trovava ospite, in attesa del ricambio di un pezzo della sua imbarcazione guastatasi poco prima.
- Caruso è tra i pochi italiani ad avere una stella nella Hollywood Walk of Fame, la strada di Hollywood dove sono incastonate oltre 2 000 stelle a cinque punte che recano i nomi di celebrità onorate per il loro contributo, diretto o indiretto, allo star system e all'industria dello spettacolo.
- Nella villa Caruso di Bellosguardo a Lastra a Signa è stato aperto dal 25 febbraio 2012 il museo Enrico Caruso.[14] Il museo raccoglie cimeli e oggetti quotidiani appartenuti al grande tenore.
- Alla vita di Enrico Caruso è ispirato il film Enrico Caruso, leggenda di una voce diretto da Giacomo Gentilomo in cui il tenore è interpretato da Ermanno Randi, uscito nel 1951 e la fiction televisiva Caruso, la voce dell'amore, trasmessa in prima serata su Rai 1 il 23 e il 24 settembre 2012.
- Il poeta contemporaneo Claudio De Lutio (di Castelguidone), pronipote di Raffaele De Lutio, uno dei primi maestri di canto di Enrico Caruso, ha dedicato al grande tenore la poesia dal titolo A Enrico Caruso, pubblicata il 27 novembre 2013.
- Gli è stato dedicato il cratere Caruso sul pianeta Mercurio[15] per opera di un astrofisico italiano conterraneo della famiglia del tenore.
- A Napoli nel quartiere di San Carlo all'Arena, in via Santi Giovanni e Paolo 7, il 2 agosto del 2021 nel centenario della sua scomparsa è stata inaugurata la Casa Museo Enrico Caruso. Il museo raccoglie cimeli e oggetti appartenuti al grande tenore.[16]
- Al Palazzo Reale il 19 luglio 2023, è stato inaugurato il primo museo nazionale dedicato a Caruso. La monumentale sala Dorica accoglierà non una semplice, seppure preziosa, esposizione di cimeli ma una vera e propria stanza delle meraviglie, nell’anno in cui si festeggiano i 150 anni dalla nascita del celebre tenore.[17]

## Galleria d'immagini

Foto di Enrico Caruso con la sua famiglia
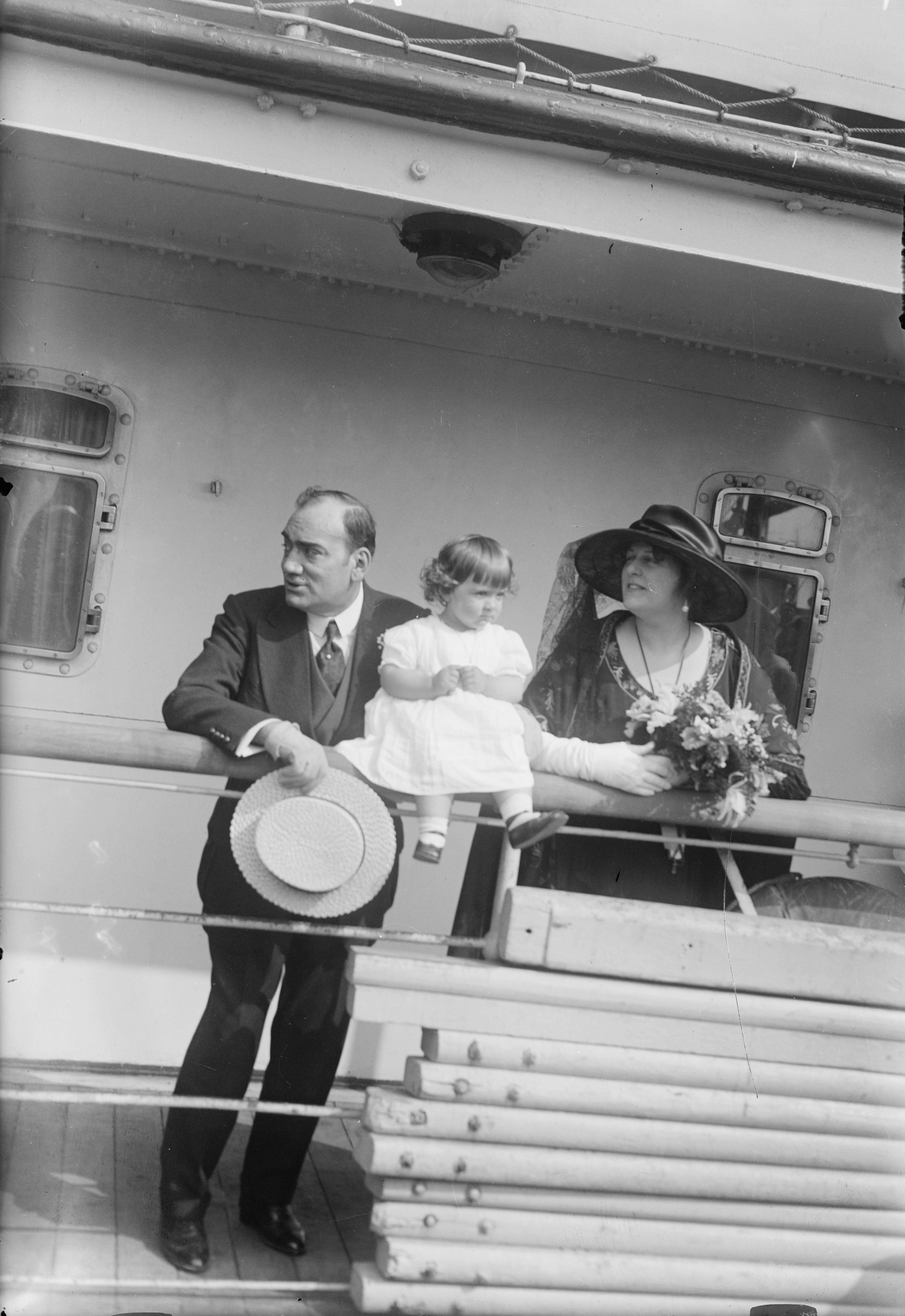
Caruso, la moglie Dorothy e la figlia Gloria
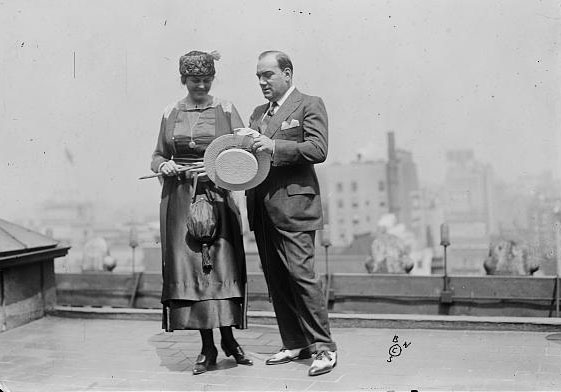
Caruso e la moglie Dorothy
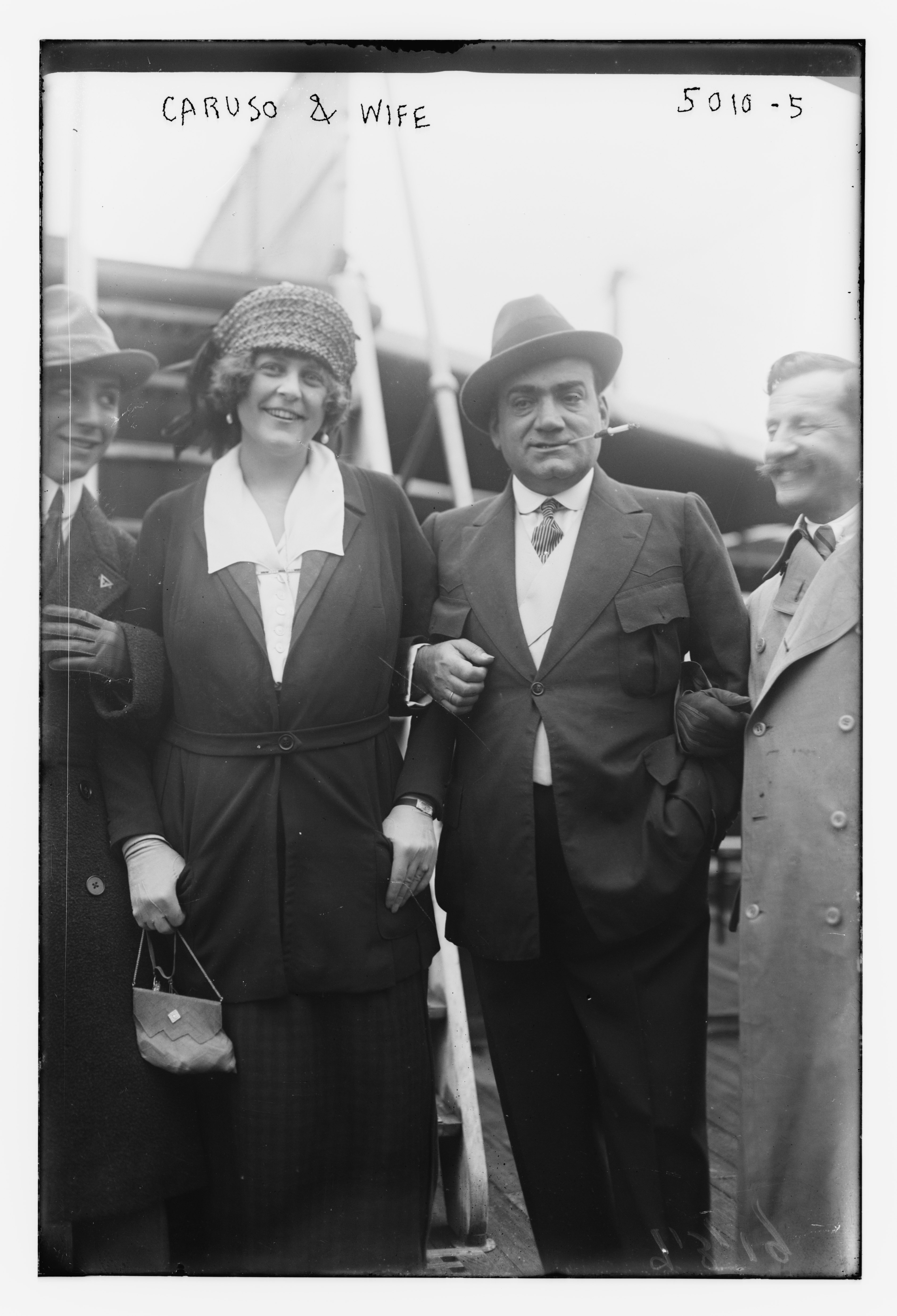
Caruso, la moglie Dorothy, il figlio e il fratello Giovanni
Caruso e la moglie Dorothy (Library of Congress)[19]
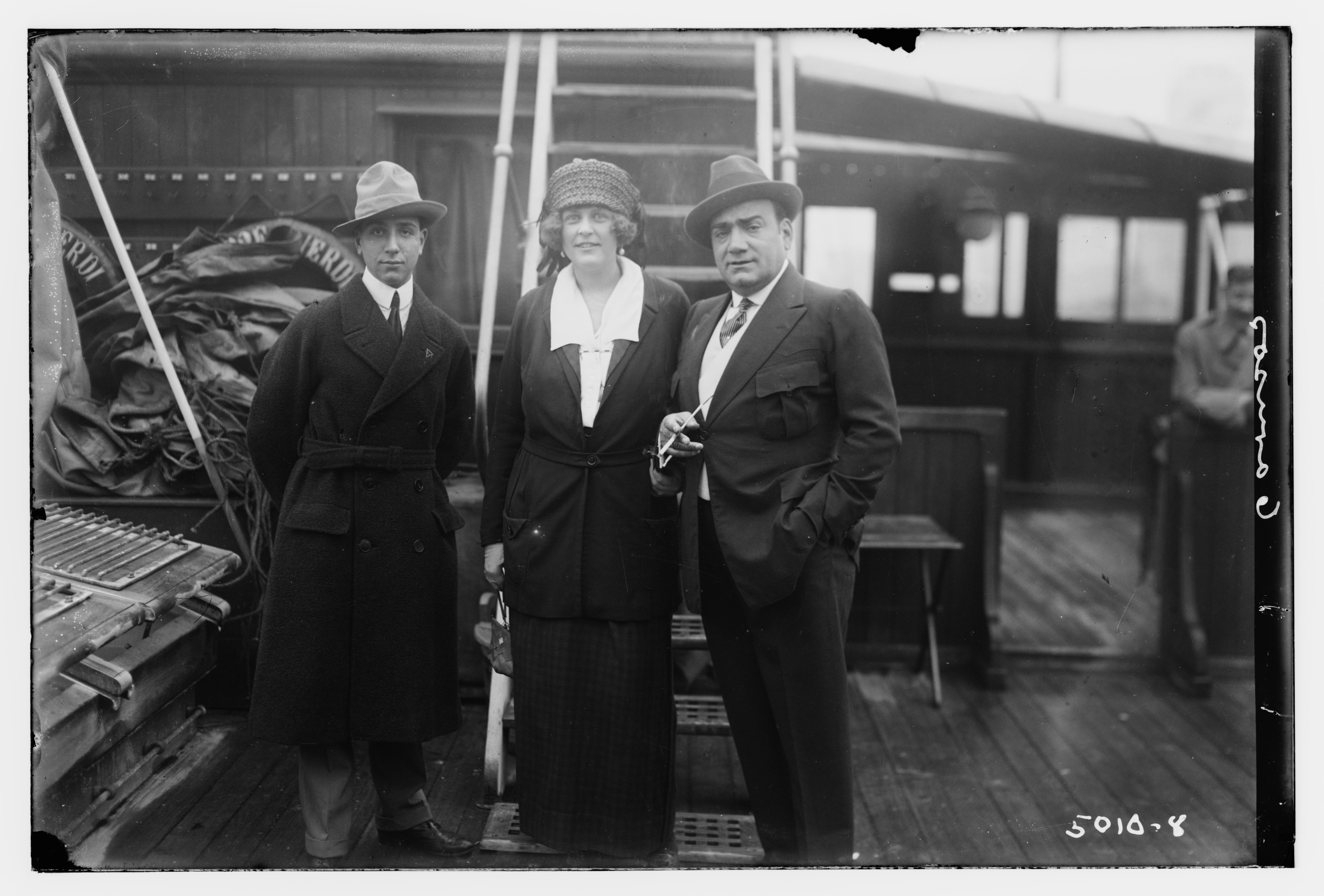
Caruso, la moglie Dorothy e il figlio (Library of Congress)
Caruso e la moglie Dorothy (Library of Congress)
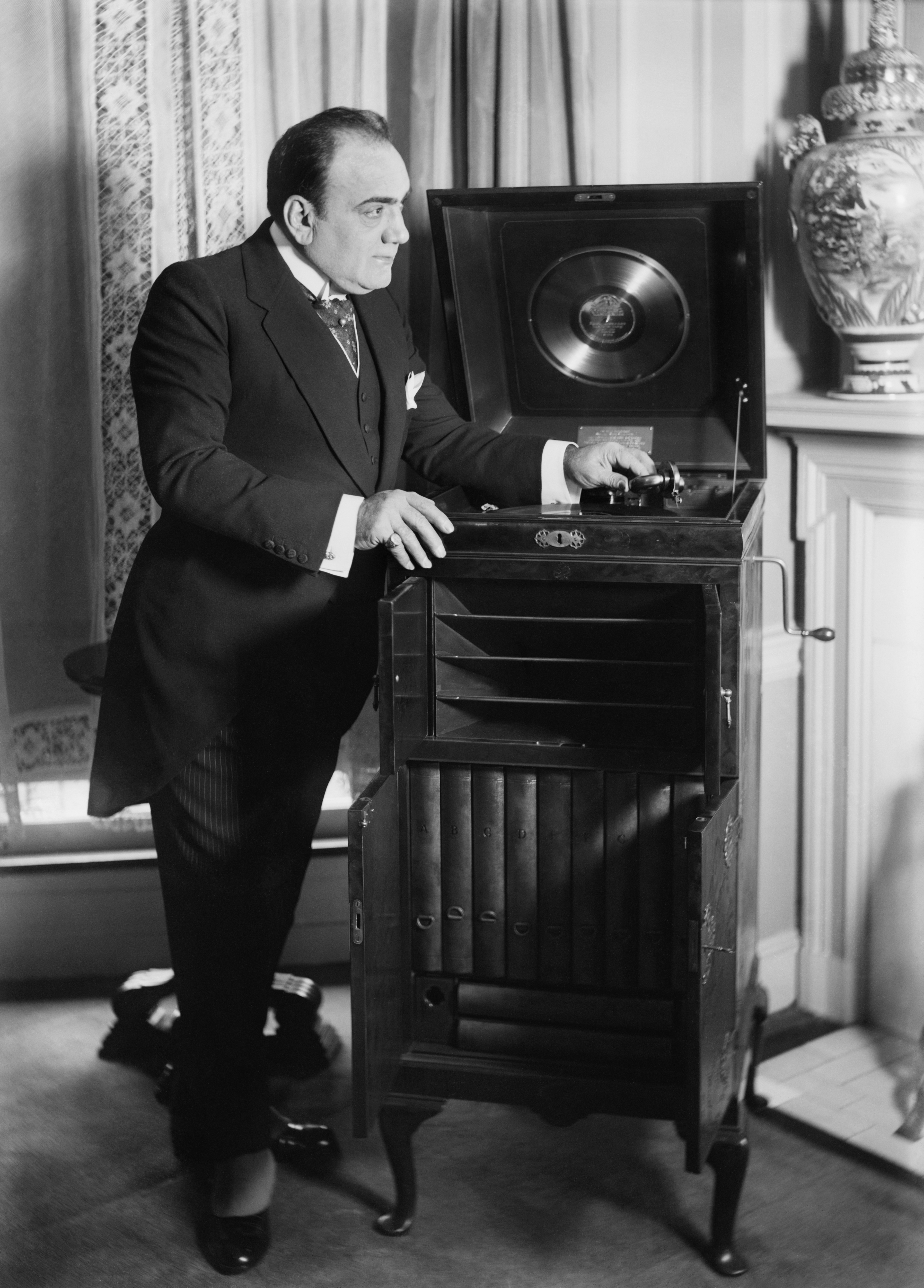
Caruso, in casa, accanto al suo fonografo "Victrola", 1910 circa
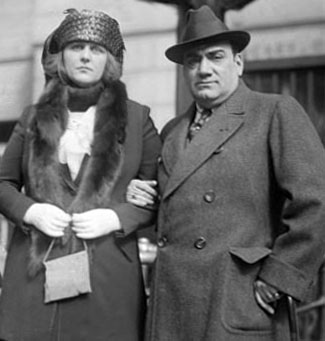
Caruso e la moglie Dorothy
Caruso e la moglie Dorothy (Library of Congress)
Caruso in famiglia, 1919 (Library of Congress)
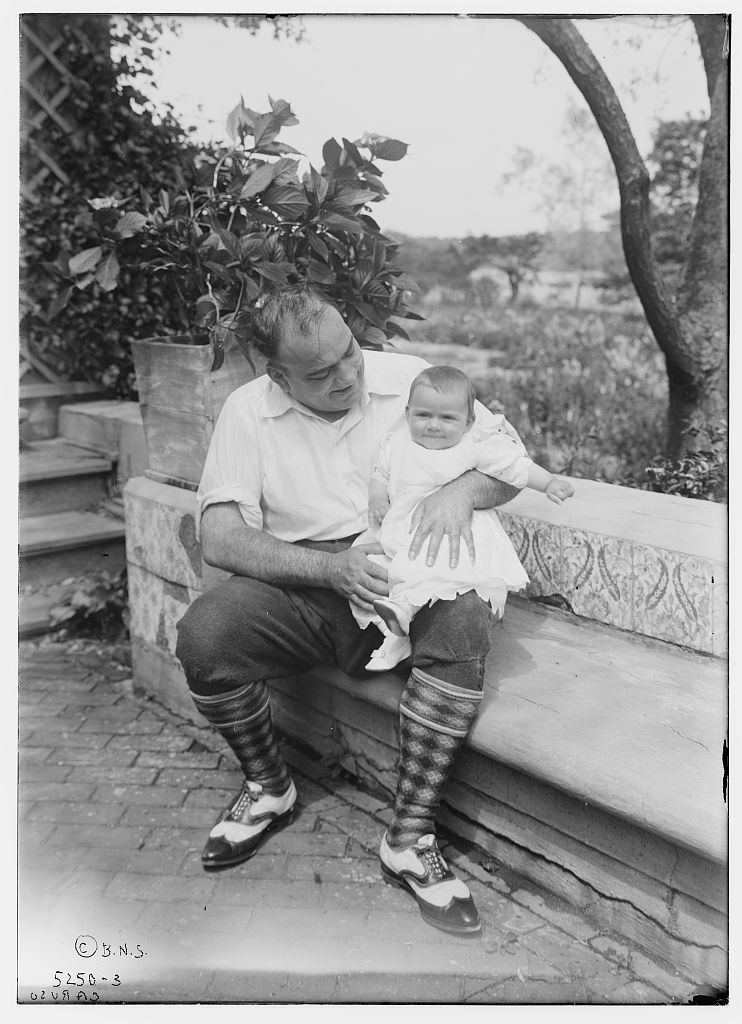
Caruso e la figlia Gloria, 1919, forse a Sorrento (Library of Congress)

## Repertorio ed esordi
- L'amico Francesco (Morelli) - Napoli, 15 marzo 1895 (primo interprete)
- Faust – Caserta, 28 marzo 1895
- Cavalleria rusticana – Caserta, 23 aprile 1895;
- Camoens (Pietro Musone) - Caserta, maggio 1895
- Rigoletto – Napoli, 21 luglio 1895
- La traviata – Napoli, 25 agosto 1895
- Lucia di Lammermoor – Il Cairo, 30 ottobre 1895
- La Gioconda – Il Cairo, 9 novembre 1895
- Manon Lescaut – Il Cairo, 15 novembre 1895
- I Capuleti e i Montecchi – Napoli, 7 dicembre 1895
- Malìa (Francesco Paolo Frontini) – Trapani, 21 marzo 1896
- La sonnambula – Trapani, 24 marzo 1896
- Mariedda (Gianni Bucceri) – Napoli, 23 giugno 1896
- I puritani – Salerno, 10 settembre 1896
- La favorita – Salerno, 22 novembre 1896
- A San Francisco – Salerno, 23 novembre 1896
- Carmen – Salerno, 6 dicembre 1896
- Un dramma in vendemmia – Napoli, 1º febbraio 1897
- Celeste – Napoli, 6 marzo 1897 (primo interprete)
- Il profeta velato – Salerno, 8 aprile 1897
- Falstaff – Palermo, 16 maggio 1897
- La bohème – Livorno, 14 agosto 1897
- La Navarraise – Milano, 3 novembre 1897
- Il voto – Milano, 10 novembre 1897 (primo interprete)
- L'Arlesiana – Milano, 27 novembre 1897 (primo interprete)
- Pagliacci – Milano, 31 dicembre 1897
- La bohème (Leoncavallo) - Genova, 20 gennaio 1898
- I pescatori di perle – Genova, 3 febbraio 1898
- Hedda – Milano, 2 aprile 1898 (primo interprete)
- Mefistofele – Fiume, 4 marzo 1898
- Sapho – Trento, 3? giugno 1898
- Fedora – Milano, 17 novembre 1898 (primo interprete)
- Dubbio (Giovanni Losavio) - Napoli, 21 dicembre 1898 (primo interprete)[20]
- Iris – Buenos Aires, 22 giugno 1899
- La regina di Saba – Buenos Aires, 4 luglio 1899
- Yupanki – Buenos Aires, 25 luglio 1899
- Aida – San Pietroburgo, 3 gennaio 1900
- Un ballo in maschera – San Pietroburgo, 11 gennaio 1900
- Maria di Rohan – San Pietroburgo, 2 marzo 1900
- Manon – Buenos Aires, 28 luglio 1900
- Tosca – Treviso, Teatro Comunale, 23 ottobre 1900
- Le maschere – Milano, 17 gennaio 1901 (primo interprete)
- L'elisir d'amore – Milano, 17 febbraio 1901
- Lohengrin – Buenos Aires, 7 luglio 1901
- Germania – Milano, 11 marzo 1902 (primo interprete)
- Don Giovanni – Londra, 19 luglio 1902
- Adriana Lecouvreur – Milano, 6 novembre 1902 (primo interprete)
- Lucrezia Borgia – Lisbona, 10 marzo 1903
- Gli ugonotti (Les Huguenots) – New York, 3 febbraio 1905
- Martha – New York, 9 febbraio 1906
- Carmen – San Francisco, 17 aprile 1906 (la notte precedente il grande terremoto: Caruso dichiarò che non sarebbe più tornato a San Francisco)
- Madama Butterfly – Londra, 26 maggio 1906
- L'Africana – New York, 11 gennaio 1907
- Andrea Chénier – Londra, 20 luglio 1907
- Il trovatore – New York, 26 febbraio 1908
- Armide – New York, 14 novembre 1910
- La fanciulla del West – New York, 10 dicembre 1910 (primo interprete)
- Julien – New York, 26 dicembre 1914
- Samson et Dalila – New York, 24 novembre 1916
- Lodoletta – Buenos Aires, 29 luglio 1917
- Le prophète – New York, 7 febbraio 1918
- L'amore dei tre re – New York, 14 marzo 1918
- La forza del destino – New York, 15 novembre 1918
- La juive – New York, 22 novembre 1919.

Al momento della morte il tenore stava preparando il ruolo di Otello, dall'omonima opera di Giuseppe Verdi. Sebbene non sia riuscito a portarlo in scena, registrò comunque due magnifiche selezioni dell'opera: l'aria Ora e per sempre addio e il duetto con Iago, Sì, pel ciel marmoreo, giuro, insieme al grande baritono Titta Ruffo.
Caruso aveva nel repertorio circa 521 canzoni.

## Filmografia

### Attore
- Lucia di Lammermoor (1908)
- Lucia di Lammermoor (1911)
- Mio cugino (My Cousin), regia di Edward José (1918)
- The Splendid Romance (1919)

### Colonna sonora (parziale)
- Un bacio e una pistola
- 40.000 dollari per non morire
- Oro, plata, mata
- Fitzcarraldo

## Discografia parziale
- Enrico Caruso - Opera Arias and Songs - 1998 EMI
- The Legendary Enrico Caruso - 1999 EMI
- Caruso, The Early Recordings - Enrico Caruso, 1999 Nimbus
- Canzoni Italiane - Enrico Caruso, 2001 ORF/BMG Ariola
- Caruso, The Verdi Recordings Pt. 1 (1902-1917) - Enrico Caruso, 2005 Fono
- Enrico Caruso 1902–04 - 2008 EMI Great Recordings of the Century
- Enrico Caruso - 2010 Xelon